# Исебаниа (Кения)
Исебаниа (Исебания, англ. Isebania) — город на крайнем юго-западе Кении, близ государственной границы с Танзанией и танзанийского города Исебаниа, в провинции Ньянза, в 24 км к югу от Мигори и в 200 км к юго-западу от города Кисии, в районе озера Виктория. 
В Исебаниа находится пункт пропуска через государственную границу с Танзанией. Конечный пункт дороги Исебаниа — Кисии — Ахеро, части дороги A1.